# Alit Bockel
Alit Bockel (* etwa 1490 bei Darup; † etwa 1521 bei Darup) war die Mutter des späteren Täuferkönigs Jan van Leyden (1509–1536).

## Name
Der Name Alit wurde von Jan van Leyden während seiner Vernehmung 1535 in Dülmen als Name seiner Mutter genannt. Andere Quellen nennen den Namen Aleke (niederdeutsch „die Edle, Vornehme“). Auch die Schreibweise Alyt findet sich.
Der Name Bockel wird ihr aufgrund ihrer Vermählung mit dem Unterschulzen Johann Bockel (vermutlich richtig: Beukel Gerritsz) zugeschrieben, der Jan van Leydens Vater war. Andere Schreibweisen des Namens lauten Bokel oder auch Beukel.
Es gibt Grund zur Annahme, dass Alit den Namen Bockel nicht getragen hat. Das Namensverzeichnis der Bürgermeister, Schöffen und Schulten der Stadt Leiden zeigt, dass Familiennamen um 1500 dort wenig gebräuchlich waren. Stattdessen war es üblich, dem Vornamen den Namen des Vaters mit dem Anhang -zoon („-sohn“) oder -dochter („-tochter“) nachzustellen (Patronym). Diese Praxis war derart üblich, dass man -zoon und -dochter in den schriftlichen Namensangaben einfach mit -z oder -dr abkürzte. Die Namensangabe Jan Beukelsz (wie Jan van Leyden auch genannt wurde) bedeutet also „Jan, der Sohn von Beukel“, wobei Beukel der Vorname des Vaters war.
Gemäß dieser Namenspraxis hätte Alit als zweiten Namen den Namen ihres Vaters mit dem Zusatz -dochter geführt, nicht aber den Vornamen ihres Mannes (Beukel), da sie nicht „Beukelsdochter“ war (es sei denn, ihr Vater hätte auch Beukel geheißen, was bei einer Abstammung aus dem Münsterland unwahrscheinlich ist).
Weiterhin kann der Vater Jan van Leydens nicht Johann (Jan) Bockel geheißen haben, wenn Jan van Leydens ursprünglicher Name Jan Beukelsz war. Sonst hätte der spätere „Wiedertäuferkönig“ Jan Jansz heißen müssen.

## Leben
Geboren wurde Alit auf dem Hof Zeleke (nach anderen Quellen Zoelken oder Zolke) in der Gegend von Darup im Münsterland (nach anderer Darstellung auf Hölkers Kotten bei Darup). Ihre Eltern waren Häusler auf dem Hof und hatten mehrere Kinder. Sie war von Geburt an Leibeigene des Grundherrn von Schedelich und arbeitete als Dienstmagd. Ein Mitglied dieser Familie, Goddert von Schedelich, Droste in Dülmen im Dienste des Bischofs von Münster, dürfte ihr Sohn Jan später bei seiner Haft in Dülmen kennengelernt haben. Goddert war noch Jahre später mit der Frage der Exekution von Täufern in der Gegend beschäftigt.
Später zog sie nach Soevenhave (vermutlich Zevenhoven nahe Leiden, vgl. Soevenhoven) in die Gegend von Leiden. Dort wurde sie die Dienstmagd des Unterschulzen Bockel (nach anderer Quelle Beukel Gerritsz). Nach vier Jahren ehebrecherischen Verkehrs schwängerte sie dieser und sie bekam ihren Sohn Jan. Nachdem sie sieben Jahre bei ihm gelebt hatte und dem dörflichen Gespött ausgesetzt war, wurde sie schließlich Bockels Frau, nachdem dessen Ehefrau gestorben war und er sie aus der Leibeigenschaft freigekauft hatte. Sie bekam dann noch weitere Kinder von ihrem Mann, von denen eine Tochter Frau des Bürgermeisters von Leiden wurde und 1568 nach der Trennung von ihrem Mann in Armut verstarb.
Bei einem Besuch in ihrer Heimat bei ihren Verwandten wollte sie später eine Mitgiftangelegenheit regeln. Auf der Heimreise nach Leiden wurde sie krank und setzte sich bereits nach wenigen Kilometern auf dem Weg zwischen dem Hof Zeleke und Darup unter einen Baum. Dort verstarb sie. Ihre Leiche wurde unter dem Baum gefunden, nach Darup gebracht und dort begraben. Ihr Sohn Jan wurde daraufhin zu Verwandten in die Erziehung gegeben, wo er Lesen und Schreiben lernte.
Diese Darstellung ist nicht unumstritten. Am 2. April 1528 ist ein gewisser Beukel Gerytzoon, Witwer einer Alijdge Jansdochter, mit seinen zwei minderjährigen Kindern Jan und Annetgen, vor zwei Schöffen in Leiden erschienen, um den mütterlichen Erbteil (200 Karlsgulden) der beiden Kinder bis zu deren Mündigkeit ausgezahlt zu bekommen und zu deren Unterhalt einsetzen zu können. Als Sicherheit für den Erbanspruch der Kinder bot er dabei ein Haus an der Ecke der Straßen Noordeinde und Kort Rapenburg in Leiden mit vier Zimmern an. Der Eintrag im „Großen Nachweisbuch“ der Weisenkammer in Leiden enthält die später zugefügte Randbemerkung: „dieser Jan wurde später ,König von Münster‘, wie viele glaubwürdige Historiker […] berichten“.
Ein Hausbesitz Beukel Gerytzoons macht Leiden als seinen Wohnort im Jahr 1528 wahrscheinlich und ist mit dem Amt des Unterschulzen in Zevenhoven (etwa 20 km von seinem Haus entfernt) schlecht vereinbar. Deshalb wird vermutet, dass er das Unterschulzenamt in Zevenhoven entweder zu dieser Zeit verloren oder niemals besessen hatte. Für diese Vermutung spricht auch, dass Dirk Jansz 1526 Schulze in Zevenhoven war.
Die Beweiskraft dieser Quelle ist jedoch schwer einzuschätzen. Immerhin hatte Leiden als bevölkerungsreichste Stadt Hollands um diese Zeit etwa 14.000 Einwohner. Die Namenskombination Beukel, Alijdge und Jan führt dabei nicht zwangsläufig, aber recht wahrscheinlich zu einer Identifikation mit der Familie des Wiedertäuferpropheten.
Um die Wahrscheinlichkeit abzuschätzen, muss man zunächst wissen, wie häufig die Vornamen in der Gegend um diese Zeit waren. Nimmt man z. B. die Lijst van Welgeborenen van Rijnland, van 1500–1665 für die Jahre 1500 bis 1536, so findet man den Namen Jan 112 Mal und den Namen Beukel einmal unter den 923 Namen. Schätzt man den Namen Alijdge auf eine Häufigkeit von 1 %, so ergibt sich für die Wahrscheinlichkeit einer Namenskombination Beukel-Alijdge-Jan ein Wert von 0,000001315. Nimmt man für 14.000 Einwohner 3000 Familien an, so ist die Wahrscheinlichkeit einer Familie mit dieser Namenskombination in Leiden um 1528 schätzungsweise 0,00394399, also rund 0,4 Prozent. Somit ist es recht unwahrscheinlich, dass es eine weitere Familie mit dieser Namenskombination zu der Zeit in Leiden gab.
Zudem ist es die später hinzugefügte Randbemerkung, die die Quelle bedeutsam macht. Diese Randbemerkung kann frühestens sieben Jahre nach dem Erscheinen Beukel Gerytzoons vor den beiden Schöffen eingetragen worden sein. Einer der beiden Schöffen (Frans Geryt Doensz) war zu dieser Zeit (1535) noch im Amt und könnte sich erinnert haben. Allerdings macht die Formulierung „viele glaubwürdige Historiker“ einen späteren Eintrag wahrscheinlich.

## In der Kunst
- In Giacomo Meyerbeers Oper Le prophète (Der Prophet) ist die Mutter Jan van Leydens unter dem fiktiven Namen Fidès (dt. „Glaube“) eine der Hauptfiguren. Sie ist dabei weniger gemäß ihrem historischen Vorbild entworfen, sondern vielmehr eine dramatische Allegorie der wahren Religion.